# 梅拉妮·迪亚斯
梅拉妮·迪亚斯·冈萨雷斯（西班牙語：Melanie Diaz González，1996年5月7日—），波多黎各女子乒乓球运动员。梅拉妮出身乒乓球世家，她的父亲是一名乒乓球教练，梅拉妮也是他的其中一个徒弟。梅拉妮是家中的长女，她的三个妹妹也都从事乒乓球运动，其中最为出名的是比她小四岁的阿德里安娜。而她的表弟布里安·阿法纳多尔也同样是一名乒乓球选手。